# 속짱성
속짱성(베트남어: Sóc Trăng / 省朔莊)은 베트남의 오래된 지방이다. 2025년 6월 12일, 속짱성 성이 껀터 편입되었다.

## 어원
속짱이라는 말은 크메르어 Srok Kh'leang에서 나왔으며, “은광”이라는 뜻이 있다. 이곳에 크메르 왕의 은으로 만든 보물이 있었기 때문이다. 이곳에 살던 베트남인들이 쏙카랑으로 부르다가 속짱으로 바뀌게 되었다. 응우옌 왕조의 민망 황제는 한월어인 응우엣쟝(月江)이라는 이름을 주었다.

## 지리
속짱은 북쪽으로는 허우장성과 남서쪽으로는 박리에우성에 접하며, 북동쪽으로는 짜빈성과 접경을 하고, 북쪽으로는 빈롱성, 남동쪽의 해안지대는 72km로 동해와 접한다.
속짱성에는 허우강과 미타인강이 흐른다.

## 행정 구역

### 타인포(성도)
- 속짱시 (Thành phố Sóc Trăng / 朔庄縣市)

### 시사
- 응아남 시사 (Thị xã Ngã Năm / 我𠄼縣 市社)
- 빈쩌우 시사 (Thị xã Vĩnh Châu / 永州縣 市社)

### 현
- 쩌우타인현 (Huyện Châu Thành / 周城縣)
- 꾸라오중현 (Huyện Cù Lao Dung / 岣嶗榕縣)
- 께삭현 (Huyện Kế Sách / 計冊縣)
- 롱푸현 (Huyện Long Phú / 隆富縣)
- 미뜨현 (Huyện Mỹ Tú / 美秀縣)
- 미쑤옌현 (Huyện Mỹ Xuyên / 美川縣)
- 타인찌현 (Huyện Thạnh Trị / 盛治縣)
- 쩐데현 (Huyện Trần Đề / 鎭夷縣)

## 같이 보기
- 메콩강 삼각주